# Stéphane Cossette
Stéphane Cossette ist ein kanadischer Bahn- und Straßenradrennfahrer.
Stéphane Cossette wurde 2007 kanadischer Meister im Straßenrennen der Juniorenklasse und bei der Tour de l’Abitibi wurde er Dritter bei der dritten Etappe. Auf der Bahn sicherte er sich die nationalen Junioren-Meistertitel im Teamsprint, im Sprint und im 1000-m-Zeitfahren. Außerdem wurde er noch Zweiter in der Mannschaftsverfolgung und Dritter in der Einerverfolgung. Seit 2010 fährt Cossette für das kanadische Continental Team SpiderTech-Planet Energy.

## Erfolge – Straße
2007
- Kanadischer Meister – Straßenrennen (Junioren)

## Erfolge – Bahn
2007
- Kanadischer Meister – Teamsprint (Junioren) mit Guillaume Boivin und François Chabot
- Kanadischer Meister – Sprint (Junioren)
- Kanadischer Meister – 1000-m-Zeitfahren (Junioren)

2011
- Kanadischer Meister – Teamsprint mit Travis Smith und Joseph Veloce

2013
- Panamerikameisterschaft – Teamsprint mit Hugo Barrette und Joseph Veloce

## Teams
- 2010 SpiderTech-Planet Energy